# بين فيتزباتريك
بين فيتزباتريك (بالإنجليزية: Ben Fitzpatrick)‏ (15 ديسمبر 1994 في الولايات المتحدة - ) هو لاعب كرة قدم أمريكي في مركز الوسط. لعب مع Flint City Bucks ‏.

## وصلات خارجية
- بين فيتزباتريك على موقع قاعدة بيانات كرة القدم.إي يو (الإنجليزية)
- بين فيتزباتريك على موقع Soccerway.com (الإنجليزية)